# Гулково
Гулково — деревня в Суховском сельском поселении Кировского района Ленинградской области.

## История
Впервые упоминается в Писцовой книге Водской пятины 1500 года как деревня Гулково в Пречистенском Городенском погосте Ладожского уезда.
Затем деревня Гулково упоминается в Дозорной книге Водской пятины Корельской половины 1612 года.
На карте Санкт-Петербургской губернии Ф. Ф. Шуберта 1834 года обозначена деревня Гулкова.
Деревня Гулкова отмечена на карте профессора С. С. Куторги 1852 года.

ГУЛКОВО — деревня Ведомства государственного имущества, по просёлочной дороге, число дворов — 9, число душ — 18 м. п. (1856 год)

ГУЛКОВО — деревня владельческая при реке Кабоне, число дворов — 9, число жителей: 16 м. п., 20 ж. п. (1862 год)

В конце XIX веке деревня административно относилась к Гавсарской волости 1-го стана Новоладожского уезда Санкт-Петербургской губернии, в начале XX века — 4-го стана.
По данным «Памятной книжки Санкт-Петербургской губернии» за 1905 год в Гавсарском сельском обществе Гавсарской волости находилась деревня Гулково.
Согласно военно-топографической карте Петроградской и Новгородской губерний издания 1915 года, деревня называлась Гулкова.
Согласно данным переписи населения СССР 1926 года в деревне Гулково Гавсарского сельсовета Шумской волости Волховского уезда проживали 46 человек — все русские.
По данным 1933 года деревня Гулково входила в состав Гавсарского сельсовета Мгинского района.

План деревни Гулково. 1941 год

Согласно топографической карте РККА 1941 года деревня насчитывала 12 дворов.
По данным 1966 и 1973 годов деревня Гулково находилась в подчинении Выставского сельсовета Волховского района.
По данным 1990 года деревня Гулково входила в состав Суховского сельсовета Кировского района.
В 1997 году в деревне Гулково Суховской проживали 4 человека, в 2002 году — 14 человек (русские — 93 %).
В 2007 году в деревне Гулково Суховского СП — 1.

## География
Деревня расположена в северо-восточной части района на автодороге 41К-119 (Дусьево — Остров), к востоку от центра поселения, деревни Сухое.
Расстояние до административного центра поселения — 5 км.
Расстояние до ближайшей железнодорожной станции Войбокало — 24 км.
Деревня находится на правом берегу реки Кобона.

## Демография
| 1862 | 2007 | 2010 | 2017 |
| ---- | ---- | ---- | ---- |
| 36   | ↘1   | ↗7   | ↘0   |